# Gudrun Henricsson
Gudrun Sofia Henriksson, även känd under efternamnet Henricsson, född 7 januari 1926 i Nysätra församling, Västerbotten, död 12 oktober 2018 i Älvsborgs församling, Göteborg, var en svensk skådespelare och sångerska.

## Filmografi
- 1979 – Charlotte Löwensköld
- 1986 – Bröderna Mozart
- 1986 – Smugglarkungen
- 1988 – Livsfarlig film
- 1995 – Esters testamente (TV-serie)
- 1995 – Rederiet (TV-serie)
- 1995 – Snoken (TV-serie)
- 1995 – Stannar du så springer jag
- 1996 – Tre Kronor (TV-serie)
- 2001 – Agnes (TV-serie)
- 2001 – Eva & Adam - fyra födelsedagar och ett fiasko

## Teater

### Roller (ej komplett)
| År   | Roll    | Produktion                                                    | Regi                           | Teater         |
| ---- | ------- | ------------------------------------------------------------- | ------------------------------ | -------------- |
| 1952 | Kvinnan | Hör syrsorna spela... Bertil Sävkranz                         | Lars Barringer Bertil Sävkranz | Atelierteatern |
| 1968 | Yente   | Spelman på taket Joseph Stein, Jerry Bock och Sheldon Harnick | Leon Feder                     | Stora Teatern  |
| 1982 |         | Sound of Music Richard Rodgers och Oscar Hammerstein II       | Stig Olin                      | Folkan         |
| 1988 |         | Kvinnornas Decamerone Julia Voznesenskaja                     | Lars Rudolfsson                | Orionteatern   |
| 1989 | Margret | Woyzeck Georg Büchner                                         | Lars Rudolfsson                | Orionteatern   |